# Корсаков, Анатолий Константинович
Корсаков Анатолий Константинович (20 декабря 1953, Ельнинский район, Смоленская область — 5 августа 2017, Кожозеро, Архангельская область) — геолог, педагог, ректор МГРИ-РГГРУ (2007—2008 гг.), доктор геолого-минералогических наук, профессор.

## Биография
Родился в дереве Клехово Смоленской области (сейчас урочище,54°34′27″ с. ш. 32°51′33″ в. д.)
В 1976 году  закончил МГРИ по специальности «Геология и разведка месторождений редких и радиоактивных элементов». В 1980-1983 гг. учился в аспирантуре, защитил кандидатскую диссертацию. В 1983-1986 гг. работал ассистентом, потом доцентом кафедры Геохимии, минералогии и геологии месторождений руд редких и радиоактивных элементов. В 1987 году стал профессором кафедры Общей геологии и геологического картирования, в дальнейшем возглавил и руководил ею до самой смерти.   
В 2000 году  защитил докторскую диссертацию на тему «Тектонические условия формирования и металлогенические особенности зеленокаменных поясов». В 2005-2007 гг. — проректор по научной работе МГРИ-РГГРУ, в 2007-2008 гг. — ректор МГРИ-РГГРУ.
Скончался 5 августа 2017 года при проведении полевых геологических работ с аспирантами и студентами МГРИ–РГГРУ  в Архангельской области

## Научная работа
Занимался геотектоникой и геодинамикой древних зеленокаменных поясов, вопросами докембрия.  Изучал структурно-вещественные комплексы Алдано-Станового кристаллического щита. По результатам работ в районе БАМа получил новые данные по геологическому строению Становой и Олекминской гранит-зеленокаменных областей. Многие годы А. К. Корсаков выезжал в экспедиции, которые проходили в разных районах Восточной Сибири, а в последнее годы — в Карелии, Архангельской и Мурманской областях.

## Учебная деятельность
Читал лекции по курсам: «Общая геология», «Структурная геология», «Геологическое картирование», «Геологическая съемка в разных природных условиях», «Геодинамика». С 1996 года руководил Подмосковной геологической практикой и геологической практикой в Карелии.

## Награды и достижения
- Медаль «За трудовое отличие» (1986)
- Медаль «В память 850-летия Москвы» (1997)
- «Почетный разведчик недр» (2008)
- Заслуженный работник высшей школы Российской Федерации (1998)